# Nostoc Flats
Nostoc Flats är en platå i Antarktis. Den ligger i Östantarktis. Nya Zeeland gör anspråk på området.